# Ђерманина (Торино)
Ђерманина је насеље у Италији у округу Торино, региону Пијемонт.
Према процени из 2011. у насељу је живело 166 становника. Насеље се налази на надморској висини од 239 м.